# John Bergsma
 
John Bergsma é professor de Teologia na Universidade Franciscana,  em Steubenville, Ohio. Ele possui mestrado em Teologia pelo Calvin Theological Seminary, Grand Rapids, Michigan. Ele também possui Doutorado em Filosofia em Teologia pela Universidade de Notre Dame. Seu estudo especializado é o do Antigo Testamento e dos Manuscritos do Mar Morto. Ele cresceu como protestante calvinista e serviu como pastor protestante por quatro anos antes de se converter ao catolicismo em 2001. 

## Carreira
O estudo de Bergsma das escrituras antigas e dos Manuscritos do Mar Morto gerou vários artigos e publicações, incluindo seu livro The Jubilee from Leviticus to Qumran: A History of Interpretation. Ele escreveu vários artigos acadêmicos, alguns dos quais foram de coautoria do apologista e teólogo católico Dr. Scott Hahn. Além disso, Bergsma participou de vários seminários e discussões, incluindo o seminário de Enoque e o do Jubileu. Bergsma participa rotineiramente de palestras sobre seus estudos, e tem contribuído para produções midiáticas distribuídas pela Lighthouse Catholic Media. No que diz respeito à descoberta e estudo dos Manuscritos do Mar Morto, seu foco geralmente inclui como os pergaminhos reafirmam a doutrina, tradição e práticas católicas.  

## Livros
- The Jubilee from Leviticus to Qumran: A History of Interpretation. Leiden: Brill Academic Publishers. 2007. ISBN 9789004152991
- Bible Basics For Catholics: A New Picture of Salvation History. [S.l.]: Ave Maria Press. 2012. ISBN 9781594712913
- New Testament Basics for Catholics. [S.l.]: Ave Maria Press. 2015. ISBN 9781594715822
- Stunned by Scripture: How the Bible Brought Me Home. [S.l.]: Our Sunday Visitor. 2017. ISBN 9781612783932
- Psalm Basics for Catholics: Seeing Salvation History in a New Way. Ave Maria Press 2018. ISBN 1594717931ISBN 1594717931.
- With Brant Pitre A Catholic Introduction to the Bible: The Old Testament. Ignatius Press, 2018. ISBN 1586177222ISBN 1586177222.
- Jesus and the Dead Sea Scrolls: Revealing the Jewish Roots of Christianity. Image 2019. ISBN 1984823124ISBN 1984823124.